# Hilarimorpha clavata
Hilarimorpha clavata är en tvåvingeart som beskrevs av Webb 1974. Hilarimorpha clavata ingår i släktet Hilarimorpha och familjen Hilarimorphidae. Inga underarter finns listade i Catalogue of Life.